# Llúdria d'ungles curtes oriental
La llúdria d'ungles curtes oriental (Aonyx cinerea) és una espècie de mamífer carnívor de la subfamília de les llúdries, originària del sud-est asiàtic. Viu a l'Índia, el Nepal, Bhutan, Bangladesh, el sud de la Xina, Indoxina i les illes de Sumatra i Borneo.